# البحرين في دورة الألعاب الآسيوية 2002
شاركت مملكة البحرين في دورة الألعاب الآسيوية 2002 التي أقيمت في بوسان بكوريا الجنوبية من 29 سبتمبر إلى 14 أكتوبر 2002. فاز الرياضيون بسبع ميداليات: ثلاث ذهبيات وفضيتين وبرونزيتين محققين 19 نقطة في جدول الميداليات.